# Bott–Samelsonresolution
Inom matematiken är Bott–Samelsonresolutionen av en Schubertvarietet en resolution av singulariteter. Den introducerdes av (Bott–Samuel 1959) i samband med kompakta Liegrupper. (Hansen 1973) och (Demazure 1974) gav en algebraisk formulering.

### Allmänna källor
- R. Bott and H. Samelson, Application of the theory of Morse to symmetric spaces, Amer. J. Math. 80 (1958), 964–1029.
- Brion, M., Lectures on the geometry of flag varieties, Trends Math., Birkhäuser, Basel, 2005.
- M. Demazure, Désingularisations des variétés de Schubert généralisées, Ann. Sci. Éc. Norm. Supér. 7 (1974), 53–88.
- H. L. Hansen, On cycles in flag manifolds, Math. Scand. 33 (1973), 269–274.
- R. Vakil, A geometric Littlewood-Richardson rule, arXiv:math.AG/0302294. the Annals of Math. (2006)